# William Kanerva
Yrjö William Kanerva (ur. 26 listopada 1902 w Impilahti, zm. 10 października 1956 w Helsinkach) – fiński piłkarz.
W latach 1919–1923 grał w HJK Helsinki, z którym zdobył mistrzostwo Finlandii w 1919 roku. W 1923 trafił do HPS Helsinki. Grał w tym klubie do 1938 i sześciokrotnie zdobył z nim mistrzostwo kraju – w 1926, 1927, 1929, 1932, 1934 i 1935. Uczestniczył w igrzyskach w 1936, na których zagrał w 1 meczu – przegranym 3:7 pojedynku z Peru.
Łącznie w latach 1922–1938 zagrał w 50 meczach dla reprezentacji Finlandii, w których strzelił 13 goli.
W 1920 wygrał juniorskie mistrzostwa kraju w łyżwiarstwie szybkim.